# Liste des évêques de Saint-Malo
Pour un article plus général, voir Diocèse de Saint-Malo.
Liste des évêques d'Aleth, puis de Saint-Malo depuis la fondation de l'évêché par saint Maclou au VIe siècle jusqu'à la suppression de celui-ci en 1801. 
|  |

## Évêques d'Aleth duVIeauXIIesiècle
Il n'est pas exclu que Leonor, connu aussi sous le nom de saint Lunaire, ait occupé le siège épiscopal d'Aleth avant Maclou, pourtant donné comme premier titulaire du siège.
1. saint Maclou, ou en latin Maclovius ou Machutus, Maclou (29 mars 487-15 novembre 565), l'un des sept saints fondateurs de la Bretagne, en général considéré comme le premier évêque d'Aleth
2. Vers 566-569 : saint Gurval
3. Vers 569-584 : saint Colophin (Coalfinit)
4. Vers 584-610 : Armaël ou Armagil (saint ou bienheureux)
5. Vers 610-631 : saint Enogat (mort le 13 janvier 631)
6. Vers 631-638 : saint Maëlmon[1], contemporain du roi Judicaël
7. 638-641 : Geofroi (Godefroi), mort en 656
8. 641-644 : Oedmal
9. 644-652 : Hamon (I)
10. 652-653 : Noedi
11. 653-659 : Ritwal
12. 660-663 : Tutamen
13. 663-670 : Ravili
14. 670-672 : Bili
15. 672-675 : Meen (Moene)
16. 675-679 : Ebon (Edon)
17. 679-681 : Guibon (Guibert)
18. 681-683 : Hamon (II)
19. 683-695 : Gaultier (I)
20. 696-709 : Cadocanan
21. 709-734 : Rivallon (I)
22. 734-740 : Judicaël Ier
23. 740-758 : Réginald (Regimond)
24. 758-780 : Menfenic
25. 781-792 : Budic (Benoit Ier)
26. 792-812 : Gautier (II)
27. Docmaël ou Idomaël, Joannes. Selon l'Abbé Manet : « L'Idomaël et le Joannes de Dom Morice nous paraissent supposés. Nous en disons de même du Docmaël d'Albert Le Grand. Le véritable successeur de Benoit Ier fut Gaultier II mort ou démis avant l'an 812»[2]

Les quatre premiers évêques sont détaillés dans la Gallia Christiana et seuls les six premiers évêques sont mentionnés dans l'ouvrage de l'abbé Amédée Guillotin de Corson. Les évêques suivants (en italique) mentionnés par François Manet, jusqu'au début du IXe siècle, sont fictifs, selon la liste de vingt-six prélats établie par Jules Haize

### Évêques historiquement attestés
- 811-817 : Hélogar (Hélocar ou Haëlocar)
- 833-835 : Ermor (Ermorus)[6]
- 835-837 Jarnuvalt (Iarnwaltus)[7]
- 840-846 : Main (Maen, Mahen)[8]
- 846-847 : Salocon
- 848-866 : Rethwalatr
- 866-872 : Ratwili
- 880 : Bili [II]? [9]Rien ne constate l'existence d'un second Bili cité par Ogée[10]
- 872-944 : non renseigné
- 944/952-vers 990 : Salvator[11],[12],[13]
- 990-991 : Rethwalatr (II)
- 991/1008-1032 : Raoul ou Rouaud
- 1032-1058 : Hamon [III]
  - 1054-1060 : Martin Anti évêque ? [14]
- 1063-1081 : Renaud (Rainaud)
- 1081-1085 : Daniel Ier [15]
- 1086-1112 : Benoît ou Judicaël (II)
- 1112-1118 : Rivallon d'Aleth
- 1118-1120 : Daniel II
- 1120-1142 : Donoald
- 1142-1144 : Jean de Châtillon

## Transfert du siège épiscopal d'Aleth à Saint-Malo en 1144–1146
- 1144-1163 : Jean de la Grille, précédemment évêque d'Aleth[16]
- 1163-1184 : Albert, ou Auber (mort le 5 juillet 1184)
- 1184-1218 : Pierre Giraud, ou Géraud (mort le 11 septembre 1218)

## XIIIesiècle
- 1219-1230 : Raoul (ou Rodulphe) (mort le 8 octobre 1230)
- 1231-1255 : Geoffroi de Pontual (mort le 17 septembre 1259), se démet
- 1255-1262 : Nicolas de Flac (mort le 11 octobre 1262)
- 1263 : Philippe de Bouchalampe, abbé de Clairvaux fut nommé le 18 octobre 1263 par le pape Urbain IV, mais n'accepta pas la dignité d'évêque
- 1264-1286 : Simon de Clisson (mort le 3 février 1286)
- 1287-1309 : Robert du Pont (mort en 1309)

## XIVesiècle
- 1310-1317 : Raoul Rousselet (mort le 16 octobre 1323), nommé évêque de Laon.
- 1317-1333 : Alain Gonthier (mort en 1335) nommé évêque de Quimper.
- 1333-1348 : Yves Le Prévôt de Bois Boëssel (mort le 29 août 1348).
- 1348-1349 : Guillaume Mahé (mort le 20 mars 1349).
- 1349-1359 : Pierre de Guémené ou Pierre Benoît ou Pierre Bernard ou Pierre de Nantes, permute en février 1359 avec Guillaume Poulart et devient évêque de Rennes (mort en 1363).
- 1359-1374 : Guillaume Poulart (mort le 17 septembre 1384), se démet en 1374.
- 1375-1388 : Josselin de Rohan (mort le 21 mars 1388).
- 1389-1423 : Robert de la Motte d'Acigné (mort le 5 août 1423).

## XVesiècle
- 1423-1432 : Guillaume de Montfort (mort le 27 septembre 1432).
- 1432 : Guillaume Boutier, abbé de Beaulieu, élu par le chapitre de Saint-Malo, mais il ne fut pas accepté par le pape Eugène IV.
- 1432-1434 : Amauri de la Motte d'Acigné (mort le 6 août 1434), ancien évêque de Vannes, frère de Robert de la Motte d'Acigné.
- 1435-1449 : Pierre Piédru (ou Predou) (mort le 24 novembre 1449), ancien évêque de Tréguier.
- 1450 : Jacques d'Espinay-Durestal (1423-1482), nommé le 7 janvier, il devient évêque de Rennes le 4 mars.
- 1450-1486 : Jean L'Espervier (mort en 1486).
- 1486-1493 : Pierre de Montfort de Laval (mort le 4 août 1493).
- 1493-1513 : Guillaume Briçonnet (mort le 24 janvier 1514), également archevêque de Reims (1497-1507), puis de Narbonne ; démissionne en 1513, devient cardinal.

## XVIesiècle
- 1513-1535 : Denis Briçonnet (mort le 15 décembre 1535).
- 1536-1569 : François Bohier (mort le 29 août 1569).
- 1570-1572 : Guillaume Ruzé (mort le 28 septembre 1587), nommé évêque d'Angers en 1572.
- 1573-1586 : François Thomé (mort le 17 février 1591), se démet.
- 1586-1596 : Charles de Bourgneuf de Cucé, (mort le 17 juillet 1617), se démet le 30 octobre 1596 et devient évêque de Nantes.
- 1596-1610 : Jean Dubec-Crespin (1540-20 janvier 1610), ancien évêque de Nantes.

## XVIIesiècle
- 1610-1630 : Guillaume Le Gouverneur (mort le 25 juin 1630).
- 1631-1646 : Achille de Harlay de Sancy (mort le 26 novembre 1646), se démet le 20 novembre 1646.
- 1646-1657 : Ferdinand de Neufville de Villeroy (mort le 8 janvier 1690), nommé évêque de Chartres le 19 mai 1657.
- 1658-1670 : François de Villemontée (mort en octobre 1670).
- 1671-1702 : Sébastien de Guémadeuc (mort le 4 mars 1702).

## XVIIIesiècle
- 1702-1739 : Vincent-François Desmarets (mort le 25 septembre 1739).
- 1739-1767 : Jean-Joseph de Fogasses d'Entrechaux de La Bastie, (mort le 29 janvier 1767).
- 1767-1785 : Antoine-Joseph des Laurents (mort le 15 octobre 1785).
- 1785-1801 : Gabriel Cortois de Pressigny (mort le 2 mai 1823), se démet. Dernier évêque effectif de Saint-Malo (siège supprimé en 1790, confirmation de la suppression en 1801).

## XIXesiècle
- 1817-1821 : Charles Siméon L'Archant de Grimouville, évêque titulaire.